# Jiul Petroszany
Jiul Petroșani Sportiv Club – rumuński klub piłkarski z siedzibą w mieście Petroșani.

## Historia
Jiul Petroșani założony został w 1919 pod początkową nazwą Clubul Atletic al Minerilor din Petroșani. W 1924 klub zmienił nazwę na UCA ale Societății, a w 1929 na Jiul Petroșani. W sezonie 1937/38 klub zadebiutował w pierwszej lidze rumuńskiej.
W 1949 klub przyjął nazwę Partizanul Petroșani, a już w następnym roku występował jako Flacăra Petroșani. W 1952 klub przyjął nazwę Minerul Petroșani, w 1956 Energia Petroșani i w końcu w 1957 przyjął do dziś stosowaną nazwę Sport Club Jiul Petroșani. Klub w swojej historii często awansował i spadał, wędrując między II a I ligą rumuńską.
Jiul Petroșani zdobył Puchar Rumunii w 1974 oraz dotarł do finału Pucharu Rumunii w 1972. Zdobycie krajowego pucharu pozwoliło klubowi na jedyny jak dotąd start w europejskich pucharach - w Pucharze Zdobywców Pucharów w sezonie 1974/75. Jiul Petroșani już w pierwszej rundzie trafił na trudnego rywala, jakim był wtedy szkocki klub Dundee United. Na wyjeździe drużyna rumuńska przegrała 0:3. W rewanżu już po pierwszej połowie Jiul Petroșani prowadził 2:0, jednak w drugiej połowie nie zdołał przechylić szali na swoją korzyść i do następnej rundy awansowali Szkoci. W 1978 klub dotarł do finału Pucharu Bałkańskiego.
W latach 90., gdy klub sponsorowany był przez górnicze związki zawodowe, prezesem klubu był przywódca górniczych związków Miron Cozma.

## Sukcesy
- Liga I:
  - wicemistrzostwo (1): 1924/1925
- Puchar Rumunii:
  - zwycięstwo (1): 1974
  - finał (1): 1972
- Liga II:
  - mistrzostwo (7): 1934/1935, 1940/1941, 1965/1966, 1985/1986, 1988/1989, 1995/1996, 2004/2005
  - wicemistrzostwo (3): 1936/1937, 1987/1988, 2003/2004
- Liga III:
  - mistrzostwo (1): 2002/2003
- Puchar Bałkański:
  - finał (1): 1978

## Europejskie puchary
Legenda do wszystkich tabel:
- Q – runda eliminacyjna, 1/16, 1/8, 1/4, 1/2 – odpowiednia faza rozgrywek, Grupa – runda grupowa, 1r gr – pierwsza runda grupowa, 2r gr – druga runda grupowa, F – finał, R – runda, PO – play-off
- k. – rzuty karne, los. – losowanie, Dogr. – dogrywka, w. – zasada bramek strzelonych na wyjeździe

| Sezon   | Rozgrywki                 | Runda | Przeciwnik    | Dom | Wyjazd | Ogólnie |
| ------- | ------------------------- | ----- | ------------- | --- | ------ | ------- |
| 1974/75 | Puchar Zdobywców Pucharów | 1R    | Dundee United | 2–0 | 0–3    | 2–3     |